# SN 2009id
SN 2009id – supernowa typu II odkryta 11 sierpnia 2009 roku w galaktyce E282-G32. W momencie odkrycia miała maksymalną jasność 16,60m.